# Relações entre Arábia Saudita e Barém
As relações entre Arábia Saudita e Barém são as relações diplomáticas estabelecidas entre o Reino da Arábia Saudita e o Reino do Barém. Embora mais moderado do que a Arábia Saudita, o Barém geralmente têm seguido a liderança deste país na maioria de suas decisões em política externa. A construção da ponte do Rei Fahd, que liga o Barém com a Arábia Saudita, fortaleceu as relações bilaterais e a defesa regional, e têm sido de grande auxílio na economia e política destas duas nações árabes.

## História
As relações entre os dois países vêm de séculos, quando o clã Al Khalifa da Arábia Saudita conquistou a ilha.

## Atualidade
Atualmente, as relações entre Arábia Saudita e Barém são importantes para ambos os países. Os dois são monarquias sunitas, com uma significativa população xiita, e ambos são membros do Conselho de Cooperação do Golfo. Isto tornou-se particularmente importante durante a Primavera Árabe, quando ditadores de longa data foram derrubados em todo o Oriente Médio, e a revolta do Barém parecia ameaçar fazer o mesmo com a monarquia do Barém. Citando os temores da influência iraniana e seus direitos ao abrigo a Carta do Conselho de Cooperação do Golfo, a monarquia do Barém solicitou as forças sauditas para reprimir a rebelião.  Este foi o primeiro caso de intervenção do Conselho de Cooperação do Golfo no campo de defesa sendo usado internamente.